# Horacio Cartes

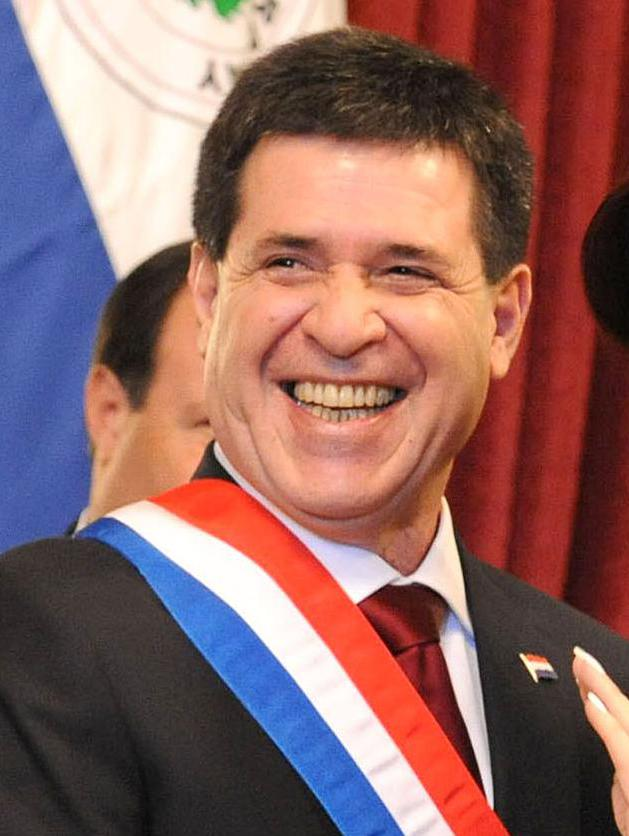
Horacio Cartes

Horacio Manuel Cartes Jara (* 5. Juli 1956 in Asunción, Paraguay) ist ein paraguayischer Unternehmer und Politiker. Er war von 2013 bis 2018 Staatspräsident Paraguays.

## Leben

### Ausbildung und berufliche Karriere
Horacio Cartes besuchte die Goethe-Schule (Colegio Goethe, eine Deutsche Auslandsschule), das Colegio Internacional und das jesuitische Colegio Cristo Rey in Asunción. Auf Anraten seines Vaters, der das Unternehmen Cessna in Paraguay vertrat, absolvierte er anschließend eine Ausbildung zum Flugzeugmechaniker in Wichita, Kansas.
Ab den 1990er Jahren betätigte sich Cartes als Unternehmer in verschiedenen Branchen und baute ein Firmenimperium aus Banken, Tabak-, Getränke- und Lebensmittelfirmen sowie Handelsunternehmen auf. Zudem ist er Präsident des Fußballclubs Libertad.
Cartes zählt zu den reichsten Menschen Paraguays.

### Politische Laufbahn
Cartes trat erst 2009 der Colorado-Partei bei. Im November 2010 gründete er die innerparteiliche Bewegung Honor Colorado und wurde bei den internen Wahlen im Dezember 2012 zum Präsidentschaftskandidaten seiner Partei bestimmt.
Am 21. April 2013 wurde Horacio Cartes mit 45,8 % der Stimmen zum Staatspräsidenten gewählt. Die Amtsübernahme fand am 15. August 2013 statt. Die reguläre Amtszeit beträgt fünf Jahre.
Nach schweren Unruhen sagte Cartes am 17. April 2017 zu, nicht noch einmal bei der Präsidentschaftswahl anzutreten. Er folge damit auch dem Rat des Papstes. Am 28. Mai 2018 trat er als Staatspräsident zurück. Die Vizepräsidentin Alicia Beatriz Pucheta de Correa wurde somit zur amtierende Präsidentin. Am 26. Juni 2018 erklärte er in einem Brief an Fernando Lugo, den Präsidenten des Nationalkongresses, seinen Rücktritt vom Rücktritt.

## Auszeichnungen
- 2017 Großkreuz mit Collane des Nationalen Ordens vom Kreuz des Südens[9]